# مهدی‌آباد (کمیجان)
مهدی‌آبادروستایی است از توابع شهرستان کمیجان در استان مرکزی. این روستا در دهستان خسروبیگ در بخش میلاجرد این شهرستان قرار دارد.

## مشخصات منطقه ای
روستای مهدی‌آباد طبق تقسیمات اخیر کشوری، ازتوابع دهستان خسروبیگ و بخش میلاجرد شهرستان کمیجان می‌باشد. این روستا بامختصات جغرافیایی ۴۹ درجه و ۳۴ دقیقه طول شرقی و ۵۷ درجه و ۴۳ دقیقه عرض شمالی در شمال غربی استان مرکزی قراردارد. فاصله مهدی‌آباد قلعه تا مرکز شهرستان ۲۴ کیلومتر می‌باشد.

## جمعیت
طبق سرشماری مرکز آمار ایران، جمعیت مهدی‌آباد در سال ۱۳۸۵ برابر با ۱۷۲ نفر بوده‌است. این روستا ۴۰ خانوار دارد.

### آثار فرهنگی.
امامزاده شاهزاده عباس و خاتون
تپه خندق تپه مهدی‌آباد
تپه‌های محوطه امامزاده
تپه بارات
تپه قزل تپراخ